# Milperra
Milperra est une ville de la banlieue de Sydney en Nouvelle-Galles du Sud, située à 24 km au sud-ouest de Sydney et peuplée d’environ 4 000 habitants.
C'est à la fois une ville résidentielle, commerciale et industrielle.
Milperra se trouve sur les berges de la Georges River et elle compte nombre de parcs et de réserves le long de la rivière, dont Deepwater Park, Riverlands Golf Course et Vale of Ah Reserve.

## Personnalités
Naissance à Milperra :
- Robyn Denholm (1963-), femme d'affaires.
- Ian Thorpe (1982-), nageur médaillé olympique.

## Sources
- (en) Cet article est partiellement ou en totalité issu de l’article de Wikipédia en anglais intitulé « Milperra, New South Wales » (voir la liste des auteurs).